# シモーネ・ペテルツァーノ
シモーネ・ペテルツァーノ（Simone Peterzano、1535年頃から1599年）はイタリアの画家である。バロック絵画の形成に大きな影響を与えたカラヴァッジオの師匠であったことで知られる。

## 略歴
ペテルツァーノの生地は、ベルガモかヴェネツィアであるとされるが、ペテルツァーノの生い立ちについてはほとんど知られていない。ペテルツァーノ自身がヴェネツィアでエル・グレコと同じ時期に、ティツィアーノの弟子であったと書いており、ペテルツァーノは後に作品にティツィアーノの弟子と署名しているが、ペテルツァーノがティツィアーノの弟子であったことを疑問視する研究者もいる。1573年にはミラノで活動しており、ミラノのサン・ジョルジオ・アル・ポッツォ・ビアンコ教会での仕事をしている。
ペテルツァーノの作品として知られる最初のものは、1573年に描かれたミラノのサン・マウリツィオ教会の壁画で、パオロ・ヴェロネーゼやティントレットとなどのヴェネツィアはの画家の影響が見られる。この年ミラノの別の教会にも作品を残している。
1584年から、カラヴァッジオを工房の徒弟として、4年間雇っている。1586年から1589年にはローマで働いたとされている。

## 作品

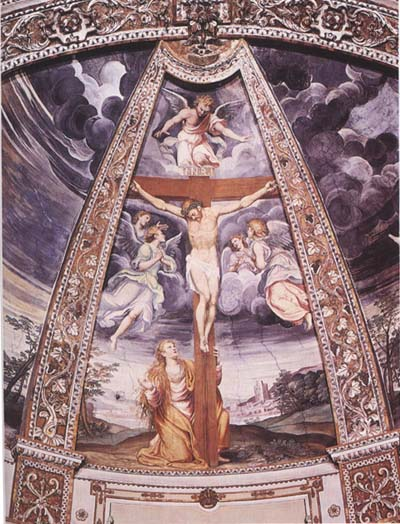
ミラノのガレニャーノ僧院(Certosa di Garegnano)の壁画
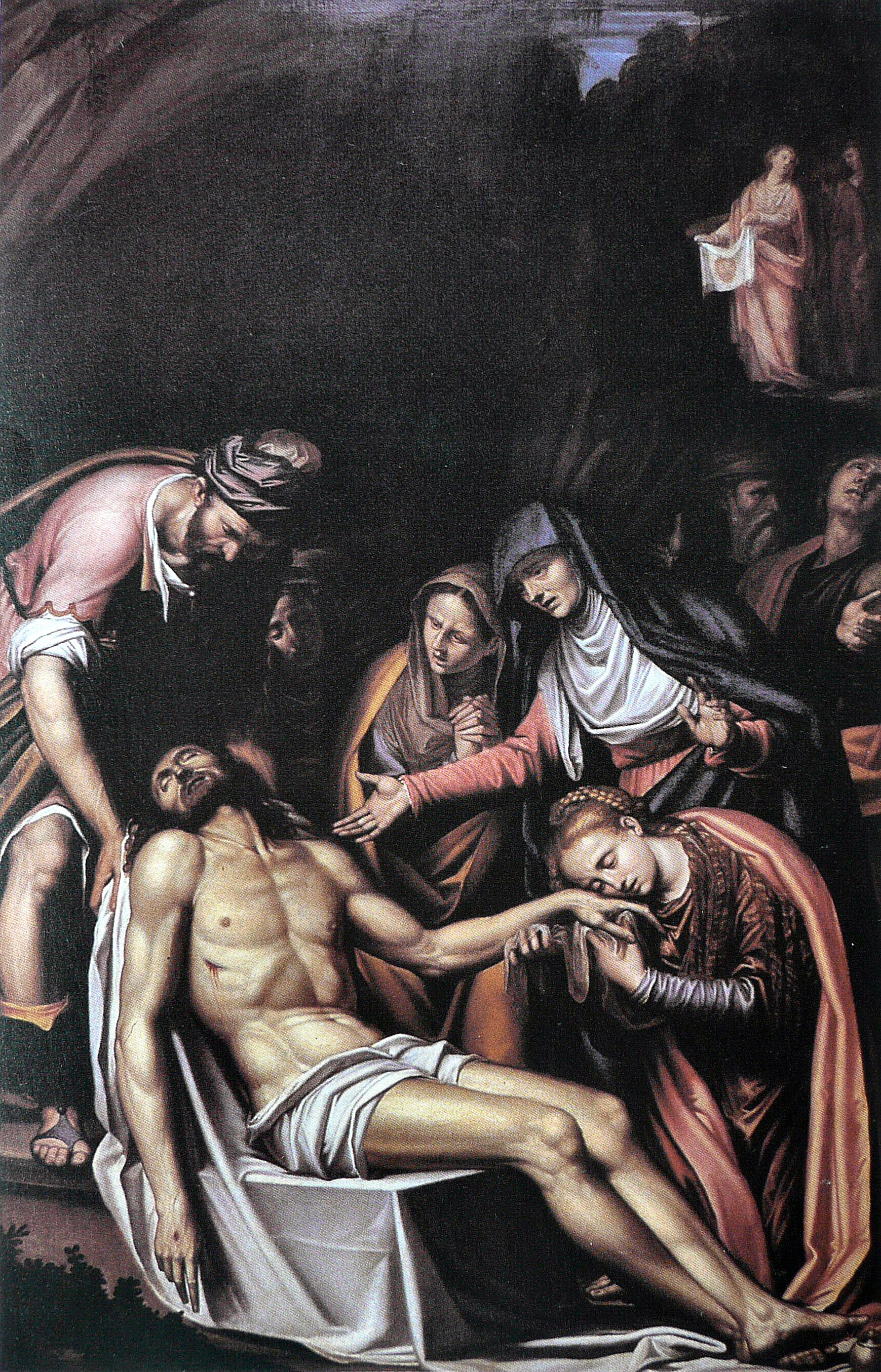
キリストの埋葬
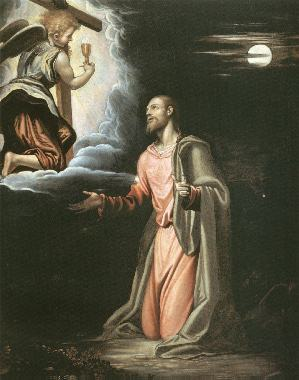
庭園のキリスト(Milano, Certosa di Garegnano)
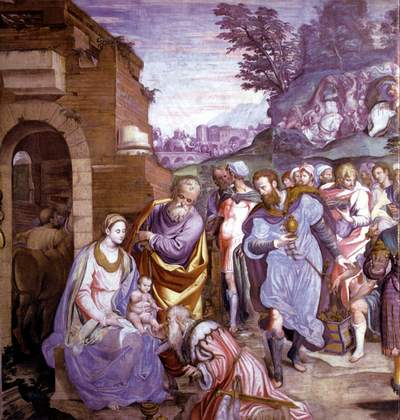
「東方三博士の礼拝」 (Milano, Certosa di Garegnano)